# Resolutie 1167 Veiligheidsraad Verenigde Naties
Resolutie 1167 van de Veiligheidsraad van de Verenigde Naties werd unaniem door de VN-Veiligheidsraad aangenomen op 14 mei 1998, en verlengde de UNMOT-waarnemingsmissie in Tadzjikistan met zes maanden.

## Achtergrond
Na de val van de Sovjet-Unie, werden in 1991 verkiezingen gehouden in Tadzjikistan. Begin 1992 kwam de oppositie in opstand tegen de uitslag – de oud-communisten hadden gewonnen – ervan. Er brak een burgeroorlog uit tussen de gevestigde macht en hervormingsgezinden en islamisten uit de achtergestelde regio's van het land, die zich hadden verenigd. In 1997 werd onder VN-bemiddeling een
vredesakkoord gesloten.

## Inhoud
De voorgaande drie maanden was het vredesproces in Tadzjikistan zeer traag vooruit gegaan. In sommige delen van het land bleef de situatie ook precair en er waren schendingen van het staakt-het-vuren. Door intensieve contacten tussen de Tadzjiekse regering en de Verenigde Tadzjiekse Oppositie werd de crisis wel ingeperkt.
De Veiligheidsraad herinnerde aan alle eerdere resoluties over de kwestie in Tadzjikistan en langs de Tadzjieks-Afghaanse grens. Het hernieuwde geweld in Tadzjikistan werd door de raad veroordeeld. De partijen werden opgeroepen het vredesakkoord uit te voeren, waaronder het protocol over militaire kwesties, en zo snel mogelijk te zorgen voor verkiezingen. Het mandaat van de VN-waarnemingsmissie UNMOT werd met zes maanden verlengd, tot 15 november. Secretaris-generaal Kofi Annan werd gevraagd om binnen drie maanden te rapporteren over de uitvoering van deze resolutie.

## Verwante resoluties
- Resolutie 1028 Veiligheidsraad Verenigde Naties (1996)
- Resolutie 1038 Veiligheidsraad Verenigde Naties (1996)
- Resolutie 1206 Veiligheidsraad Verenigde Naties
- Resolutie 1240 Veiligheidsraad Verenigde Naties (1999)

Lijst ·  1147 ·  1148 ·  1149 ·  1150 ·  1151 ·  1152 ·  1153 ·  1154 ·  1155 ·  1156 ·  1157 ·  1158 ·  1159 ·  1160 ·  1161 ·  1162 ·  1163 ·  1164 ·  1165 ·  1166 ·  1167 ·  1168 ·  1169 ·  1170 ·  1171 ·  1172 ·  1173 ·  1174 ·  1175 ·  1176 ·  1177 ·  1178 ·  1179 ·  1180 ·  1181 ·  1182 ·  1183 ·  1184 ·  1185 ·  1186 ·  1187 ·  1188 ·  1189 ·  1190 ·  1191 ·  1192 ·  1193 ·  1194 ·  1195 ·  1196 ·  1197 ·  1198 ·  1199 ·  1200 ·  1201 ·  1202 ·  1203 ·  1204 ·  1205 ·  1206 ·  1207 ·  1208 ·  1209 ·  1210 ·  1211 ·  1212 ·  1213 ·  1214 ·  1215 ·  1216 ·  1217 ·  1218 ·  1219